# Chama pacifica
Chama pacifica ist eine Muschel-Art aus der Familie der Hufmuscheln (Chamidae). Die im Indopazifik beheimatete Art kam durch Lessepssche Einwanderung in das östliche Mittelmeer. Sie wurde 1905 erstmals in Alexandria (Ägypten) nachgewiesen und ist heute im Levantinischen Meer weit verbreitet.

## Merkmale
Die stark ungleichklappigen Gehäuse werden nur bis 70 mm groß (bis 90 mm). Sie sind höher als lang. Die linke Klappe ist groß und tief und ist an das Substrat anzementiert. Die rechte Klappe ist kleiner, fast flach und fungiert als Deckel. Die Gehäuse sind im Umriss unregelmäßig kreisförmig bis oval. Der Gehäuserand ist gewellt und orientiert sich an der unteren, festgewachsenen Klappe.
In der linken Klappe ist nur ein länglicher Hauptzahn vorhanden, dahinter eine Grube. In der rechten Klappe ist eine Grube, dann ein Hauptzahn entwickelt. Die Zähne sind relativ stumpf. Die Mantellinie ist ganzrandig.
Die Schale ist dick und robust. Die Ornamentierung besteht aus kurzen Dornen, die zum Rand hin kräftiger und konzentrisch-lamellat werden. Sie sind zum Rand zunehmend radial angeordnet. Der innere Rand der Klappen ist umgeben von einem leichten, gezähnelten Grat. Sie sind außen in der Grundfarbe weiß, orange, rot oder auch purpurfarben. Das Innere der Klappen ist weiß mit Flecken von blass oder intensiv rosé, purpurfarben, besonders um die Ränder.

## Unterschiede
Die Art ist in Größe und Ornamentierung sehr ähnlich der Art Chama limbula Lamarck, 1819 (syn.: Chama iostoma Conrad, 1837), ebenfalls aus dem Indopazifik. Dieser Art hat aber eine stärker gewölbte rechte Klappe und besitzt einen Sinus auf der oberen Klappe, der vom Wirbel zum unteren hinteren Ende der Klappe verläuft. Außerdem hat diese Art einen glatten Klappeninnenrand.

## Geographische Verbreitung und Lebensraum
Die Art ist im tropischen Indopazifik in entsprechenden Habitaten weit verbreitet. Sie kommt auch im Roten Meer vor. Von dort wanderte sie wahrscheinlich schon Ende des 19. Jahrhunderts in das Mittelmeer ein. Ein erster Nachweis in Alexandria (Ägypten) wurde 1905 (als Chama broderipi) publiziert. Heute erstreckt sich das Verbreitungsgebiet im Mittelmeer über die Küsten von Israel, Libanon, Südtürkei und Zypern (Levantinisches Meer).
Die Tiere besiedeln felsige Küsten und Korallenriffe in tropischen und subtropischen Gewässern. Fast immer wird die linke Klappe fest anzementiert. Einige wenige Exemplare zementieren sich auch mit der rechten Klappe fest ("inverse Formen"). Sie tolerieren nur geringe Salinitätsschwankungen. In der Regel sind die Gehäuse stark mit aufsiedelnden Pflanzen und Tieren bewachsen, die jedoch ganz offensichtlich Wachstum und Fortpflanzung der Tiere nicht beeinträchtigen.
Vor der Küste Israels wird besonders der Kurkar-Sandstein besiedelt, ein abgesunkener äolischer Sandstein, in Wassertiefen von 12 bis 15 m. Hier ist Chama pacifica besonders mit Spondylus spinosus vergesellschaftet. In Tiefen von 20 bis 40 Metern bilden diese beiden Arten dichte Bestände. Die Gehäuse der beiden Arten sind dabei stark mit Algen und anderen Aufsiedlern bewachsen.

## Ontogenie
Die Tiere sind getrenntgeschlechtlich. Die Geschlechtsprodukte werden ins freie Wasser abgegeben, wo die Befruchtung stattfindet. Die Eier sind sehr klein, aus denen zunächst Trochophora-Larven schlüpfen. Sie entwickeln sich weiter zu planktotrophen Veliger-Larven, die dann mit einer Metamorphose zum Bodenleben übergehen.

## Taxonomie
Das Taxon wurde 1835 von William John Broderip in der noch heute gültigen Kombination Chama pacifica erstmals beschrieben. Der Holotyp stammt von Lord Hood's Island (heute Marutea Sud, Tuamotu-Archipel, Französisch-Polynesien). MolluscaBase akzeptiert das Taxon als gültige Art.